# 1958 v športu
1958 v športu.

## Avto - moto šport
- Formula 1: Mike Hawthorn, Združeno kraljestvo, Ferrari, je slavil z eno zmago in 42 točkami, konstruktorski naslov je šel v roke moštvu Vanwall z osvojenimi 48 točkami
- 500 milj Indianapolisa: slavil je Jimmy Bryan, ZDA, z bolidom Salih/Offenhauser, za moštvo George Salih[1]

## Kolesarstvo
- Tour de France 1958: Charly Gaul, Luksemberg
- Giro d'Italia: Ercole Baldini, Italija

## Košarka
- Pokal evropskih prvakov: ASK Riga
- NBA: St. Louis Hawks slavijo s 4 proti 2 v zmagah nad Boston Celticsi[2]

## Nogomet
- Pokal državnih prvakov: Real Madrid slavi proti AC Milanu s 3-2 [3]
- Svetovno prvenstvo v nogometu - Švedska 1958: Brazilija v finalu slavi nad Švedsko s 5-2, tretja je Francija[4]

## Smučanje
- Alpsko smučanje: 
  - Svetovno prvenstvo v alpskem smučanju - Bad Gastein 1958:
  - Moški: 
    - Slalom: Josef Rieder, Avstrija
    - Veleslalom: Toni Sailer, Avstrija
    - Smuk: Toni Sailer, Avstrija
    - Kombinacija: Toni Sailer, Avstrija

  - Ženske: 
    - Slalom: JohanGrøttumsbråten, Norveška
    - Veleslalom: Lucille Wheeler, Kanada
    - Smuk: Lucille Wheeler, Kanada
    - Kombinacija: Frieda Dänzer, Švica
- Nordijsko smučanje:  
  - Svetovno prvenstvo v nordijskem smučanju - Lahti 1958: 
    - Smučarski skoki: 
      - Velika skakalnica: Juhani Kärkinen, Finska

## Tenis
- Moški:
  - Odprto prvenstvo Avstralije: Ashley Cooper, Avstralija[5]
  - Odprto prvenstvo Anglije - Wimbledon: Ashley Cooper, Avstralija[6]
- Ženske: 
  - Odprto prvenstvo Avstralije: Angela Mortimer Barrett, Združeno kraljestvo[7]
  - Odprto prvenstvo Anglije - Wimbledon: Althea Gibson, ZDA[8]
- Davisov pokal: ZDA je slavila s 3-2 proti Avstraliji[9]

## Hokej na ledu
- NHL - Stanleyjev pokal: Montreal Canadiens slavijo s 4 proti 2 v zmagah nad Boston Bruins
- SP 1958: 1. Kanada, 2. Sovjetska zveza, 3. Švedska[10]

## Rojstva
- 5. januar: Jiří Hrdina, češki hokejist
- 10. januar: Eddie Cheever, ameriški dirkač Formule 1
- 14. januar: Vladimir Zubkov, ruski hokejist
- 23. januar: Sergej Litvinov, ruski atlet
- 25. januar: Harti Weirather, avstrijski alpski smučar
- 19. februar: Edith Peter, avstrijska alpska smučarka
- 22. februar: Torill Fjeldstad, norveška alpska smučarka
- 11. marec: Eddie Lawson, ameriški motociklist
- 23. marec: Bengt-Åke Gustafsson, švedski hokejist in hokejski trener
- 1. april: Toni Innauer, avstrijski smučarski skakalec in trener
- 5. april: Johan Kriek, južnoafriško-ameriški tenisač
- 20. april: Vjačeslav Fetisov, ruski hokejist
- 25. april: Marlies Oberholzer, švicarska alpska smučarka
- 26. april: Johnny Dumfries, britanski dirkač
- 28. april: Doris de Agostini-Rossetti, švicarska alpska smučarka
- 1. maj: Olga Bularda-Homeghi , romunska veslačica
- 3. maj: Marjan Fabjan, slovenski judoist in trener
- 11. maj: Peter Antonie, avstralski veslač
- 9. junij: Karel Lang, češki hokejist
- 19. junij: Sergej Makarov, ruski hokejist
- 27. junij: Piotr Fijas, poljski smučarski skakalec
- 9. julij: Drago Horvat, slovenski hokejist
- 29. julij: Nicola Andrea Spieß-Werdenigg, avstrijska alpska smučarka
- 30. julij: Daley Thompson, britanski atlet
- 29. avgust: Zvone Šuvak, slovenski hokejist
- 21. september: Aleksander Koževnikov, ruski hokejist
- 1. oktober: Roger Ruud, nekdanji norveški smučarski skakalec
- 6. oktober: Sergej Milnikov, ruski hokejist
- 15. oktober: Geraldine Ann »Gerry« Sorensen, kanadska alpska smučarka
- 18. oktober: Kjell Samuelsson, švedski hokejist
- 25. oktober: Kornelia Ender, nemška plavalka
- 27. oktober: Brian MacLellan, kanadski hokejist
- 28. oktober: Thom Eklund, švedski hokejist
- 28. oktober: Elfi Deufl, avstrijska alpska smučarka
- 20. november: Rolf Ridderwall, švedski hokejist
- 4. december: Sergej Starikov, ruski hokejist
- 1. december: Javier Aguirre, mehiški nogometaš in trener
- 19. december: Veselin Vuković, srbski rokometaš
- 24. december: Lea Sölkner, avstrijska alpska smučarka

## Smrti
- 4. januar: Dunc Munro, kanadski hokejist in trener (* 1901)
- 7. januar: Goffredo »Freddie« Zehender, italijanski dirkač Formule 1 (* 1901)
- 6. februar: Eddie Colman, angleški nogometaš (* 1936)
- 6. februar: Mark Jones, angleški nogometaš (* 1933)
- 21. februar: Duncan Edwards, angleški nogometaš (* 1936)
- 30. maj: Pat O'Connor, ameriški dirkač Formule 1 (* 1928)
- 6. julij: Luigi Musso, italijanski dirkač Formule 1 (* 1924)
- 3. avgust: Peter Collins, britanski dirkač Formule 1 (* 1931)
- 8. september: Émile Delchambre, francoski veslač (* 1875)
- 21. september: Peter Whitehead, britanski dirkač Formule 1 (* 1914)
- 28. september: Munrezzan Andreossi, švicarski hokejist (* 1897)
- 28. september: Jimmy Reece, ameriški dirkač Formule 1 (* 1929)
- 25. oktober: Stuart Lewis-Evans, britanski dirkač Formule 1 (* 1930)
- 5. december: Willie Applegarth, angleški atlet (* 1890)
- ? 1958: Yvonne de Pfeffel, francoska tenisačica (* 1883)